# ELS (Nederlands-Indië)
De Europeesche Lagere School (E.L.S.) was een type basisschool, uitsluitend bestemd voor de Nederlandse gemeenschap in Nederlands-Indië. 
In 1903 werden deze scholen ook opengesteld voor 'de beter gesitueerde' inlandse en Chinese jongeren. Na enkele jaren stelde de koloniale regering echter dat deze verruiming van de toelating een negatief effect had op het onderwijspeil en ten koste ging van de Nederlandse kinderen. Daarom ging men in 1907 over tot het oprichten van aparte scholen voor inlandse en Chinese kinderen.